# 부윤
부윤(府尹)은 부(府)의 장관직이다. 

## 조선시대
조선시대 지방관청인 부(府)의 우두머리로, 종2품 문관의 외직(外職)이며 관찰사와 동격이다. 전라도의 전주부, 경상도의 경주부, 함경도의 영흥부(후에 감영을 함흥부로 옮기고 영흥대도호부로 강등), 평안도의 평양부, 의주부를 두었다.
1895년 23부제를 시행해 부, 목, 군, 현의 명칭을 군(郡)으로 통일하면서 잠시 사라졌다가, 1년 뒤 다시 부활하였다.

## 일제 강점기
일제강점기인 1914년 4월 1일에 부제(府制)를 실시하면서 그 수장을 부윤이라고 하였다.

## 광복 이후
광복 및 정부 수립 후에도 부윤이라는 관직은 계속 존재하다가 1949년 8월 15일에 부(府)를 시(市)로 바꾸기까지 존재하였다.
1945년 광복 당시 전국에는 22개의 부(경성, 개성, 인천, 대전, 전주, 군산, 광주, 목포, 대구, 부산, 마산, 진주, 해주, 평양, 진남포, 신의주, 함흥, 원산, 청진, 나진, 성진, 흥남)가 있었다. 광복 이후 서울이 특별시(特別市)가 되었으며, 1946~7년 사이 춘천, 청주, 이리부를 설치하고 1949년 8월 14일 수원, 여수, 순천, 포항, 김천부를 설치하여, 1949년 8월 14일 당시 남한에는(개성 포함) 19명의 부윤이 있었다.

## 참고 문헌
- 대전회통(大典會通)